# Bernhard Gstrein
Bernhard Gstrein (* 19. September 1965 in Mils bei Imst) ist ein ehemaliger österreichischer Skirennläufer. Er war vor allem im Slalom, aber auch im Riesenslalom und in der Kombination erfolgreich. Gstrein gewann einen Slalom im Weltcup, bei den Olympischen Winterspielen 1988 die Silbermedaille in der Kombination und wurde 1984 Österreichischer Meister im Slalom und in der Kombination. Er ist der Bruder des Schriftstellers Norbert Gstrein.

## Biografie
Nach einigen Jahren im Tiroler Landeskader wurde Gstrein 1982 in den Kader des Österreichischen Skiverbandes aufgenommen. Seine erste Großveranstaltung waren die Juniorenweltmeisterschaften 1983 in Sestriere, bei der sein bestes Ergebnis der 13. Platz im Riesenslalom war. Nach guten Ergebnissen im Europacup und zwei Staatsmeistertiteln 1984 im Slalom und in der Kombination stieg er ins Nationalteam auf. Ab der Saison 1984/85 startete er im Weltcup und holte am 8. Dezember als Zwölfter des Riesenslaloms von Puy-Saint-Vincent seine ersten Weltcuppunkte. Die nächste Saison war für Gstrein nach einem schweren Sturz im Abfahrtstraining in Val-d’Isère am 4. Dezember 1985, bei dem er sich eine Schulterverletzung und einen Bänderriss im linken Knie zuzog, bereits frühzeitig zu Ende.
In seiner Comebacksaison 1986/87 gelang dem wieder genesenen Gstrein der Anschluss an die Weltspitze. Im Dezember fuhr er im Riesenslalom von Alta Badia erstmals unter die schnellsten zehn und im Jänner und Februar konnte er sich in den Slaloms von Kitzbühel und Le Markstein zweimal unter den besten fünf klassieren. Bei den Weltmeisterschaften 1987 verfehlte er mit Platz vier in der Kombination nur knapp eine Medaille. Am 12. Jänner 1988 feierte Gstrein im Slalom von Lienz vor Alberto Tomba seinen ersten und einzigen Weltcupsieg. Dadurch wurde er zum einzigen Läufer dieser Saison, der im Slalom einmal vor Tomba ins Ziel kam – Tomba gewann alle sonstigen Rennen, mit Ausnahme eines Ausfalls im letzten Bewerb. Fünf Tage später fuhr er im Slalom von Bad Kleinkirchheim zum zweiten Mal auf das Podest. Damit galt er auch bei den Olympischen Winterspielen 1988 in Calgary als Medaillenkandidat. In seiner Spezialdisziplin, dem Slalom, verfehlte er zwar als Vierter knapp die Medaillenränge, aber in der Kombination gewann er hinter seinem Landsmann Hubert Strolz Silber. Mit einem siebenten Platz zu Saisonende in Saalbach-Hinterglemm erreichte er 1987/88 den siebenten Rang im Slalomweltcup.
Im Winter 1988/89 war der zweite Platz im Slalom von St. Anton sein bestes Weltcupresultat, bei den Weltmeisterschaften in Vail schied er aber schon im ersten Slalomdurchgang aus. In der Saison 1989/90 erreichte er mit drei Podestplätzen den fünften Rang im Slalomweltcup. Etwas weniger erfolgreich verliefen die nächsten beiden Saisonen. Gstrein nahm an keinen Riesenslalomwettbewerben mehr teil, sondern konzentrierte sich vorrangig auf den Slalom. Er blieb jedoch ohne Podestplätze und kam im Slalomweltcup nicht mehr unter die besten zehn. Auch bei den Großveranstaltungen erreichte er keine vorderen Platzierungen. Bei den Weltmeisterschaften 1991 in Saalbach-Hinterglemm belegte er Rang 14 und bei den Olympischen Winterspielen 1992 in Albertville Platz 15 im Slalom.
In der Saison 1992/93 blieb Gstrein weiterhin ohne Podestplatz. Er konnte sich aber in allen acht Slaloms der Saison unter den besten 15 klassieren, sechsmal davon unter den schnellsten zehn, und erzielte zwei vierte Plätze in Lech und Åre. Mit diesen Resultaten erreichte er den vierten Platz im Slalomweltcup. Bei den Weltmeisterschaften 1993 in Morioka fiel er jedoch sowohl im Slalom als auch in der Kombination aus. In der Saison 1993/94 nahm Gstrein neben dem Slalom auch wieder regelmäßig an Riesenslaloms teil. Im Riesenslalom fuhr er viermal und im Slalom sechsmal unter die besten zehn, womit er Sechster im Slalomweltcup wurde und als 16. im Gesamtweltcup seine beste Gesamtplatzierung erreichte. Bei den Olympischen Winterspielen 1994 in Lillehammer wurde er Achter im Riesenslalom, aber den Slalom konnte er nicht beenden.
Ab der Saison 1994/95 verschlechterten sich Gstreins Ergebnisse. Zwar konnte er in den meisten Rennen punkten, unter die besten zehn kam er aber nur noch einmal. Im Winter 1995/96 erreichte er keine Top-10-Platzierungen mehr und verlor seinen Stammplatz in der Weltcupmannschaft. Er versuchte über den Europacup noch einmal die Rückkehr zu schaffen. Das gelang aber nicht und so beendete er 1996 seine Karriere. Insgesamt erreichte Gstrein in seiner zwölfjährigen Weltcupkarriere 42 Top-10-Resultate (35× im Slalom und 7× im Riesenslalom). Sechsmal fuhr er im Slalom auf das Podest und ein Rennen konnte er gewinnen.

## Erfolge

### Olympische Winterspiele
- Calgary 1988: 2. Kombination, 4. Slalom
- Albertville 1992: 15. Slalom
- Lillehammer 1994: 8. Riesenslalom

### Weltmeisterschaften
- Crans-Montana 1987: 4. Kombination, 14. Riesenslalom
- Saalbach-Hinterglemm 1991: 14. Slalom

### Juniorenweltmeisterschaften
- Sestriere 1983: 13. Riesenslalom, 20. Abfahrt

### Weltcup
- Saison 1989/90: 5. Slalomweltcup
- Saison 1992/93: 4. Slalomweltcup
- Ein Sieg (Slalom in Lienz am 12. Jänner 1988) und weitere fünf Podestplätze

### Europacup
- Zwei Podestplätze

### Österreichische Meisterschaften
- Österreichischer Meister im Slalom und in der Kombination 1984

## Auszeichnungen
- 1996: Silbernes Ehrenzeichen für Verdienste um die Republik Österreich[1]